# Ponte San Giovanni
Ponte San Giovanni (« Pont San Giuànne » en dialecte pérugin) est une frazione de la commune de Pérouse en  Ombrie (Italie). Les habitants sont appelés « ponteggiani ».

## Géographie
La frazione Ponte San Giovanni  est située à la limite  sud-est du territoire de Pérouse  à environ 7 km du centre historique à une altitude d'environ 180 m, le fleuve Tibre étant sa limite naturelle avec la commune de  Torgiano. Le territoire comporte une zone plane autour du lit du fleuve et une escarpée menant aux premiers contreforts du col de Pérouse.

## Histoire
La preuve de la première occupation du lieu remonte à l'époque Étrusque avec la présence de la tombe de Arnth Veltimna Aules située dans la nécropole du Palazzone (VIe et Ve siècles av. J.-C.).
Pendant la période romaine, l'endroit est connu pour ses sources thermales, vers l'an mille apparaît la première paroisse chrétienne  Plebs Sancti Joannis Baptistae in Campo qui est citée dans un diplôme de 1163 de Frédéric Barberousse.
En 1202, pendant le conflit entre Pérouse et Assise, saint François d'Assise  aurait été fait prisonnier à Ponte San Giovanni.
À partir du XVe siècle l'habitat collinaire est complété par des édifices dans la zone plan en aval près du pont du Tibre avec sa paroisse autonome (San Bartolomeo).
L'endroit commence à être présent  avec le nom Ponte San Gianni, sur les documents du Libero Comune de Pérouse d'abord, puis sur ceux des  États pontificaux.
Au cours de la seconde moitié du XIXe siècle, le bourg rural de développe grâce au développement du chemin de fer. En effet sa gare devient le carrefour du trafic ferroviaire de l'Ombrie.
En juin 1944, pendant la Deuxième Guerre mondiale, les bombardements alliés détruisent une grande partie le centre historique, la gare et le ponte Vecchio qui sera reconstruit en 2000 à la place du « provisoire» pont Bailey .

## Personnalités liées au hameau
- Filippo Timi (1974), acteur et écrivain.
- Riccardo Zampagna (1974), joueur de foot-ball.

## Économie
- Tourisme, agriculture, secteur tertiaire, (siège de Confagricoltura Umbria) [4], artisanat, industrie.

Ponte San Giovanni est desservie par chemin de fer Trenitalia et Ferrovia Centrale Umbra et est située près de la route européenne E45.

## Manifestation
Septembre : Velimna : gli etruschi del fiume : Rendez-vous gastronomique et culturel rappelant l'origine étrusque, avec défilé costumé et dîner « à l'étrusque » sur le  Ponte Vecchio.

## Sites particuliers
- Nécropole du Palazzone
- Hypogée des Volumni

## Images

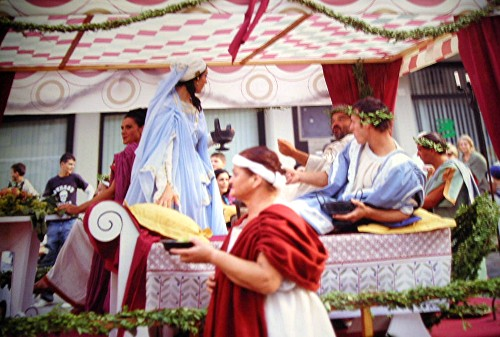
Velimna : défilé costumé et dîner « à l'étrusque ».
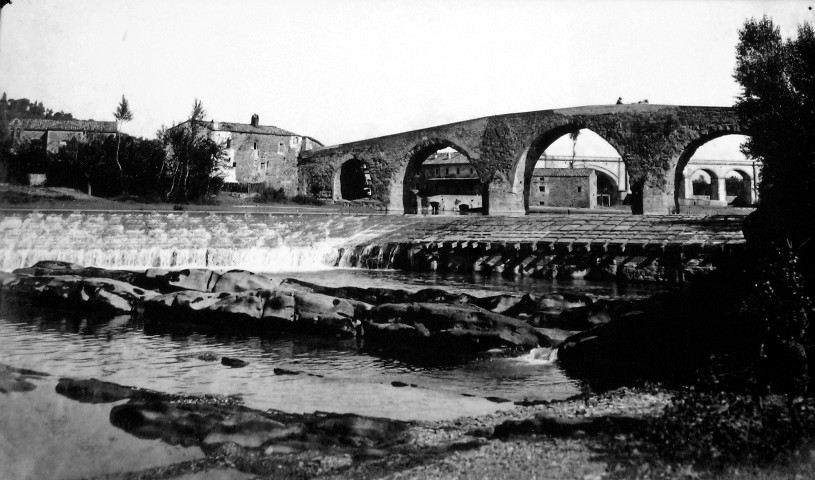
Le  Ponte Vecchio avant sa destruction en juin 1944.
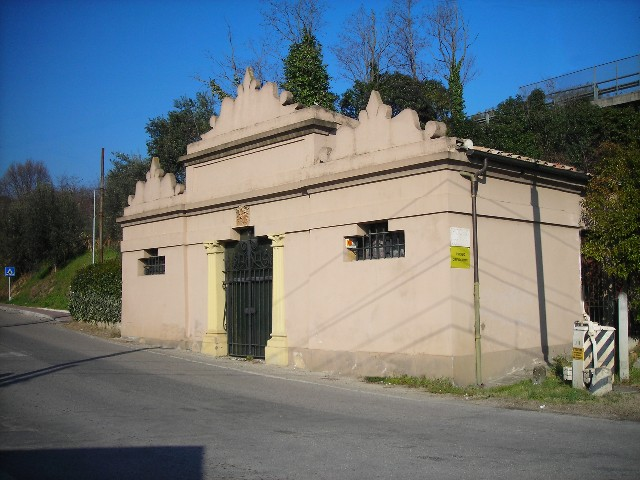
Hypogée des Volumni

## Sources
- (it) Cet article est partiellement ou en totalité issu de l’article de Wikipédia en italien intitulé « Ponte San Giovanni (Perugia) » (voir la liste des auteurs).